# Lloyd (piosenkarz)
Lloyd, właśc. Lloyd Harlin Polite Jr. (ur. 3 stycznia 1986 w Nowym Orleanie) – amerykański piosenkarz R&B. W młodości należał do zespołu N-Toon.
Znany jest z utworu "Southside" w którym gościnnie wystąpiła piosenkarka Ashanti; pochodzi z jego pierwszego solowego albumu o tym samym tytule. Drugim hitem jest utwór "You" wykonywany z Lil Wayne, pochodzi on z albumu Street Love. W 2008 roku wydał swój trzeci album Lessons in Love.

## Dyskografia
- Southside (2004)
- Street Love (2007)
- Lessons in Love (2008)
- King of Hearts (2011)

## Występy gościnne
| Rok  | Artysta        | Tytuł               |
| 2004 | 8Ball & MJG    | Forever             |
| 2004 | Tango Redd     | Let's Cheat         |
| 2005 | Ja Rule        | Caught Up           |
| 2005 | Young Jeezy    | Tear It Up          |
| 2007 | Huey           | When I Hustle       |
| 2007 | Pit Bull       | Secret Admirer      |
| 2007 | Ja Rule        | Before I Die        |
| 2007 | Fabolous       | Real Playa Like     |
| 2008 | Chamillionaire | Keep It On The Hush |
| 2008 | Trae           | Ghetto Queen        |